# 迈克尔·沃尔福德
迈克尔·沃尔福德（英語：Michael Walford，1915年11月27日—2002年1月16日），英国男子板球、曲棍球运动员。他曾代表英国国家队参加1948年夏季奥林匹克运动会曲棍球比赛，获得一枚银牌。